# Sacerdoce (film)
Pour les articles homonymes, voir Sacerdoce (homonymie).
Pour plus de détails, voir Fiche technique et Distribution.
Sacerdoce est un film français réalisé par Damien Boyer et sorti en 2023.

## Synopsis
Sacerdoce est un documentaire sur la prêtrise au XXIe siècle. Le film suit le quotidien de cinq prêtres aux profils et parcours très différents afin de mettre en lumière l’histoire de leur vocation, leurs joies et les épreuves qu’ils traversent.

## Fiche technique
- Titre original : Sacerdoce
- Réalisation : Damien Boyer
- Scénario : Damien Boyer
- Montage : David Fabre
- Société(s) de production : Orawa Production
- Société(s) de distribution : SAJE Distribution
- Pays de production :  France
- Langue originale : français
- Format : 4K
- Genre : Documentaire
- Durée : 84 minutes
- Dates de sortie :
  - France : 18 octobre 2023

## Distribution
- Père Antoine Reneaut[2] (prêtre itinérant) : lui-même
- Père Paul Bénézit (cycliste) : lui-même (il a cessé d'exercer son ministère de prêtre en septembre 2024)[3]
- Père Gaspard Craplet (montagnard) : lui-même
- Père Matthieu Dauchez[4] (Versaillais aux Philippines) : lui-même
- Père François Potez (diplômé de l'École navale) : lui-même

## Production

### Genèse
En 2020, un ami propose à Damien Boyer le défi de réaliser un film sur la figure du prêtre catholique alors que lui-même est un chrétien évangélique. 

### Tournage
Le tournage a eu lieu durant trois ans entre 2020 et 2022 en France (notamment à Paris, en Ariège et dans les Alpes) et à Manille aux Philippines.